# Chondrostoma beysehirense
Chondrostoma beysehirense är en fiskart som beskrevs av Bogutskaya, 1997. Chondrostoma beysehirense ingår i släktet Chondrostoma och familjen karpfiskar. IUCN kategoriserar arten globalt som starkt hotad. Inga underarter finns listade i Catalogue of Life.